# Alfred Moore
Alfred Moore (ur. 21 maja 1755 roku – zm. 15 października 1810 roku) – amerykański prawnik.
Prezydent John Adams mianował go 10 grudnia 1799 roku jednym z sędziów Sądu Najwyższego Stanów Zjednoczonych. Jego kandydatura uzyskała akceptację Senatu 21 kwietnia 1800. Funkcję sędziego Sądu Najwyższego sprawował do 26 stycznia 1804 roku, kiedy ustąpił.